# Хасково (футбольний клуб)
ПФК «Хасково» (болг. Професионален Футболен Клуб Хасково) — болгарський футбольний клуб з однойменного міста, заснований у 1957 році. Виступає у Другій лізі. По сезон 2014–2015 років чемпіонату Болгарії виступав у Першій лізі. Домашні матчі приймає на однойменному стадіоні, потужністю 9 000 глядачів.
2009 року клуб було розформовано, однак того ж року відновлено на базі дублюючої команди «Хасково-ІІ».